# リーガ・エスパニョーラ2007-2008
リーガ・エスパニョーラ2007-2008は、スペイン国内のプロサッカーリーグであるリーガ・エスパニョーラの77シーズン目である。開催期間は2007年8月25日から2008年5月18日。セグンダ・ディビシオン2006-2007で1部リーグ昇格を決め、本季よりプリメーラ・ディビシオンに参戦するのは、レアル・バリャドリード、UDアルメリア、レアル・ムルシアの3チーム 。優勝は前回優勝者でもあるレアル・マドリードで、2連覇を達成した。
このシーズンはヨーロッパ中の国内リーグの開催期間が、UEFA欧州選手権2008に合わせるため前年より開催期間が前倒しになった。また、このシーズンから民放のラ・セクスタ（第6チャンネルの意）がラ・リーガの放映権を取得した。

## チーム編成

### レアル・マドリード
前シーズンで、せめぎ合いの末に優勝を決めた同チームであったが、ファビオ・カペッロ監督を手放し、ヘタフェCF（2005-2007）の監督であったドイツ人ベルント・シュスターを新たに迎えた 。彼は、かつて一期（1988-1990）同チームの選手であったことがあり、スペイン・リーグの複数のチームを経験していた 。
一方、選手団としては、チームの若返りを目指し、デヴィド・ベッカム（2003‐2007）とロベルト・カルロス（1996-2007）を手放した。オランダ人選手アリエン・ロッベン（2007-2009）とヴェスレイ・スナイデル（2007-2009）、ペペこと、ブラジル人ケープレル・ラヴェラン・リマ・フェレイラ（2007-2017）をFCポルトから抜擢 。アルゼンチン選手ハビエル・サビオラをFCバルセロナから移籍させた 。

### FCバルセロナ
前シーズンで、タイトルを獲得できなかったFCバルセロナでは、ティエリ・アンリ（2007-2010）を英国アーセナルFCからスカウト 。当時3トップを形成していたロナウジーニョ、サミュエル・エトー、リオネル・メッシとで４人になった。また、B チームで好成績を上げていた地元カタルーニャ州出身でセルビア系であるボージャン・クルキッチが、１７歳になったばかりでデビューした。

## 経過
レアル・マドリードは、初期の７試合で６回勝ち、首位となっていた。それをFCバルセロナが追っていた。秋には、レアル・マドリードが復調したセビージャに2-0で敗れたことで、シュスター監督の記者会見では、主審を非難したが、これは歴史に残ることとなった。同時に、FCバルセロナはヘタフェCFに敗れ、ひどい印象を残した。FCバルセロナのフランク・ライカールト監督は、以前、FCバルセロナを２回リーグ優勝に導いていたが、ロナウジーニョ選手に寛容であったことが疑問視された。彼は、27歳であったが、練習を休みがちになり、夜遊びが続き、調子を崩していった 。
１２月になると、レアル・マドリードとがリードして、FCバルセロナは４ポイント差で追っていた。しかし、主要選手の怪我が続いていた。2３日のクラシコ戦では、レアル・マドリードの交代出場のジュリオ・セーザル・クレメンテ・バチスタのゴールにより、1-0でホームのFCバルセロナを制した  。
１月からは、レアル・マドリードは、グティ（ホセ・マリア・グティエレス・エルナンデス）の活躍により、８回連続勝ちゲームとなった。その後、FCバルセロナは、様々な試合で活気が無く 、ジョアン・ラポルタ会長の辞任を求める声が上がった。彼は、これに持ちこたえたものの、選手の不調を回復させる力が無かったリッカールト監督は、５月に代替されることになった  。また、ロナウジーニョ選手は、４月に６週間の怪我をしたことで 実質的にシーズンが終わってしまい、５年間のFCバルセロナ時代が終了した 。
一方、レアル・マドリードは順調に進み、３５週目で、苦手のCAオサスナのホームで勝利し、優勝を決めた。その後、クラシコ戦で、ホームでFCバルセロナを４対１で破り、花道を飾った 。優秀GKに贈られる「サモラ賞」は、レアル・マドリードの、イケル・カシ―ジャスが獲得した 。トルコ人の選手でニハト・カフヴェジの攻撃力で、ビジャレアルCFは、最終的に２位となった。

## 順位
| 順 | チーム                         | 試 | 勝 | 分 | 敗 | 得 | 失 | 差  | 点 | 出場権または降格                                     |
| -- | ------------------------------ | -- | -- | -- | -- | -- | -- | --- | -- | ---------------------------------------------------- |
| 1  | レアル・マドリード (C)         | 38 | 27 | 4  | 7  | 85 | 36 | +49 | 85 | UEFAチャンピオンズリーグ 2008-09グループリーグに出場 |
| 2  | ビジャレアルCF                 | 38 | 24 | 5  | 9  | 63 | 40 | +23 | 77 | UEFAチャンピオンズリーグ 2008-09グループリーグに出場 |
| 3  | FCバルセロナ                   | 38 | 19 | 10 | 9  | 76 | 43 | +33 | 67 | UEFAチャンピオンズリーグ 2008-0903回戦に出場         |
| 4  | アトレティコ・マドリード       | 38 | 19 | 7  | 12 | 66 | 47 | +19 | 64 | UEFAチャンピオンズリーグ 2008-0903回戦に出場         |
| 5  | セビージャFC                   | 38 | 20 | 4  | 14 | 75 | 49 | +26 | 64 | UEFAカップ 2008-0901回戦に出場                       |
| 6  | ラシン・サンタンデール         | 38 | 17 | 9  | 12 | 42 | 41 | +1  | 60 | UEFAカップ 2008-0901回戦に出場                       |
| 7  | RCDマジョルカ                  | 38 | 15 | 14 | 9  | 69 | 54 | +15 | 59 |                                                      |
| 8  | UDアルメリア                   | 38 | 14 | 10 | 14 | 42 | 45 | −3  | 52 |                                                      |
| 9  | デポルティーボ・ラ・コルーニャ | 38 | 15 | 7  | 16 | 46 | 47 | −1  | 52 | UEFAインタートトカップ 200803回戦に出場              |
| 10 | バレンシアCF                   | 38 | 15 | 6  | 17 | 48 | 62 | −14 | 51 | UEFAカップ 2008-0901回戦に出場                       |
| 11 | アスレティック・ビルバオ       | 38 | 13 | 11 | 14 | 40 | 43 | −3  | 50 |                                                      |
| 12 | RCDエスパニョール              | 38 | 13 | 9  | 16 | 43 | 53 | −10 | 48 |                                                      |
| 13 | レアル・ベティス               | 38 | 12 | 11 | 15 | 45 | 51 | −6  | 47 |                                                      |
| 14 | ヘタフェCF                     | 38 | 12 | 11 | 15 | 44 | 48 | −4  | 47 |                                                      |
| 15 | レアル・バジャドリード         | 38 | 11 | 12 | 15 | 42 | 57 | −15 | 45 |                                                      |
| 16 | レクレアティーボ・ウエルバ     | 38 | 11 | 11 | 16 | 40 | 60 | −20 | 44 |                                                      |
| 17 | CAオサスナ                     | 38 | 12 | 7  | 19 | 37 | 44 | −7  | 43 |                                                      |
| 18 | レアル・サラゴサ               | 38 | 10 | 12 | 16 | 50 | 61 | −11 | 42 | セグンダ・ディビシオンへ降格                         |
| 19 | レアル・ムルシア               | 38 | 7  | 9  | 22 | 36 | 65 | −29 | 30 | セグンダ・ディビシオンへ降格                         |
| 20 | レバンテUD                     | 38 | 7  | 5  | 26 | 33 | 75 | −42 | 26 | セグンダ・ディビシオンへ降格                         |

## ピチーチ賞
最も多く得点を挙げた選手にはピチーチ賞が贈られる。
| 選手                           | 得点数 | PK数 | 所属クラブ               |
| ------------------------------ | ------ | ---- | ------------------------ |
| ダニ・グイサ                   | 27     | 0    | RCDマジョルカ            |
| ルイス・ファビアーノ           | 24     | 2    | セビージャFC             |
| セルヒオ・アグエロ             | 19     | 0    | アトレティコ・マドリード |
| ダビド・ビジャ                 | 18     | 2    | バレンシアCF             |
| ニハト・カフヴェジ             | 18     | 0    | ビジャレアルCF           |
| ラウル・ゴンサレス             | 18     | 3    | レアル・マドリード       |
| リカルド・オリヴェイラ         | 17     | 1    | レアル・サラゴサ         |
| ホセバ・ジョレンテ             | 17     | 1    | レアル・バジャドリード   |
| サミュエル・エトー             | 16     | 0    | FCバルセロナ             |
| ディエゴ・フォルラン           | 16     | 2    | アトレティコ・マドリード |
| フレデリック・カヌーテ         | 16     | 1    | セビージャFC             |
| ルート・ファン・ニステルローイ | 16     | 3    | レアル・マドリード       |

## サモラ賞
平均失点数が最も低いゴールキーパーにはサモラ賞が贈られる。
| 選手                       | 失点数 | 試合数 | 1試合平均 | 所属クラブ                 |
| -------------------------- | ------ | ------ | --------- | -------------------------- |
| イケル・カシージャス       | 32     | 36     | 0.89      | レアル・マドリード         |
| ビクトル・バルデス         | 35     | 35     | 1         | FCバルセロナ               |
| トーニョ                   | 31     | 30     | 1.03      | ラシン・サンタンデール     |
| リカルド                   | 38     | 36     | 1.06      | CAオサスナ                 |
| ミゲル・アンヘル・モジャ   | 34     | 29     | 1.17      | RCDマジョルカ              |
| ロベルト・アボンダンシェリ | 42     | 34     | 1.24      | ヘタフェCF                 |
| カルロス・カメニ           | 38     | 29     | 1.31      | RCDエスパニョール          |
| アンドレス・パロップ       | 41     | 30     | 1.37      | セビージャFC               |
| ステファノ・ソレンティーノ | 60     | 38     | 1.58      | レクレアティーボ・ウエルバ |
| セサル・サンチェス         | 56     | 35     | 1.6       | レアル・サラゴサ           |

## シーズン記録・統計

### 得点
- シーズン初得点 - セルヒオ・アグエロ（アトレティコ・マドリード） 対レアル・マドリード戦 (2007年8月25日)
- 試合最速得点 - 7秒 ホセバ・ジョレンテ （レアル・バジャドリード） 対RCDエスパニョール戦 (2008年1月20日)
- 試合最遅得点 - 90+4分
  - マヌエル・デル・モラル （ヘタフェCF） 対レクレアティーボ・ウエルバ (2007年9月2日)
  - エウゼビウシュ・スモラレク （ラシン・サンタンデール） 対レクレアティーボ・ウエルバ (2008年3月23日)
  - ロベルト・アジャラ （レアル・サラゴサ） 対デポルティーボ・ラ・コルーニャ (2008年3月3日)
- 最大得点差 - 7 レアル・マドリード 7-0 レアル・バジャドリード (2008年2月10日)
- 試合最多合計得点 - 9 アトレティコ・マドリード 6-3 UDアルメリア (2008年4月6日)
- シーズン初ハットトリック - ティエリ・アンリ （FCバルセロナ） 対レバンテUD戦 (2007年9月29日)
- シーズン初オウンゴール - ダニエル・ハルケ （セビージャFC） 対RCDエスパニョール (2007年9月25日)
- 一試合選手最多得点: 3
  - ティエリ・アンリ （FCバルセロナ） 対レバンテUD (2007年9月29日)
  - クリスティアン・リガノ （レバンテUD） 対UDアルメリア (2007年11月4日)
  - ホセバ・ジョレンテ （レアル・バジャドリード） 対レクレアティーボ・ウエルバ (2008年1月13日)
  - サミュエル・エトー （FCバルセロナ） 対レバンテUD (2008年2月24日)
  - フアン・アランゴ （RCDマジョルカ） 対レクレアティーボ・ウエルバ (2008年3月9日)
  - シスコ （デポルティーボ・デ・ラ・コルーニャ） 対レアル・ムルシア (2008年3月30日)
  - ダニ・グイサ （RCDマジョルカ） 対レアル・ムルシア (2008年4月20日)
  - ダビド・ビジャ （バレンシアCF） 対レバンテUD (2008年5月11日)
  - ジョバニ・ドス・サントス （FCバルセロナ） 対レアル・ムルシア (2008年5月17日)
- 一試合クラブ最多得点: 7
  - レアル・マドリード 7–0 レアル・バジャドリード (2008年2月10日)
  - RCDマジョルカ 7-1 レクレアティーボ・ウエルバ (2008年3月9日)
- 敗戦クラブ最多得点: 3
  - アトレティコ・マドリード 4-3 セビージャCF (2007年10月31日)
  - アトレティコ・マドリード 3-4 ビジャレアルCF (2007年11月4日)
  - レアル・マドリード 4-3 RCDマジョルカ (2007年11月11日)
  - アトレティコ・マドリード 4-3 レアル・バジャドリード (2007年11月25日)
  - レバンテUD 4-3 レアル・ベティス (2007年11月25日)
  - ビジャレアルCF 4-3 デポルティーボ・デ・ラ・コルーニャ (2008年1月13日)
  - アトレティコ・マドリード 6-3 UDアルメリア (2008年4月6日)
  - レアル・ムルシア 3-5 FCバルセロナ (2008年5月17日)

### カード
- シーズン初イエローカード - ルイス・ペレア （アトレティコ・マドリード） 対レアル・マドリード (2007年8月25日)
- シーズン初レッドカード -  ダビド・コルテス （ヘタフェCF） 対セビージャFC (2007年8月25日)

### 平均観客動員数
- 最多平均観客動員数: 76,234 （レアル・マドリード）[20]
- 最少平均観客動員数: 10,658 （ヘタフェ）[20]

### シーズン全体
- 最多勝利 - レアル・マドリード (27)
- 最少勝利 - レアル・ムルシア、レバンテUD (7)
- 最多引き分け - レアル・ムルシア (14)
- 最少引き分け - レアル・マドリード、セビージャFC (4)
- 最多敗北 - レバンテUD (26)
- 最少敗北 - レアル・マドリード (7)
- 最多得点 - レアル・マドリード (84)
- 最少得点 - レバンテUD (33)
- 最多失点 - レバンテUD (75)
- 最少失点 - レアル・マドリード (36)
- 最多無失点試合 - ビジャレアルCF (17)
- 最少無失点試合 - レバンテUD (4)

### ホーム
- 最多勝利 - レアル・マドリード (17)
- 最少勝利 - レバンテUD (5)
- 最多引き分け - レアル・バジャドリード (9)
- 最少引き分け - レアル・マドリード (0)
- 最多敗北 - レバンテUD (10)
- 最少敗北 - レアル・マドリード、ビジャレアルCF (2)
- 最多得点 - レアル・マドリード (53)
- 最少得点 - UDアルメリア (18)
- 最多失点 - レバンテUD (34)
- 最少失点 - FCバルセロナ (12)

### アウェイ
- 最多勝利 - ビジャレアルCF (12)
- 最少勝利 - レアル・ムルシア、レアル・サラゴサ (1)
- 最多引き分け - RCDマジョルカ、FCバルセロナ (8)
- 最少引き分け - ビジャレアルCF (0)
- 最多敗北 - レバンテUD (16)
- 最少敗北 - レアル・マドリード、RCDマジョルカ (5)
- 最多得点 - RCDマジョルカ (34)
- 最少得点 - レバンテUD (11)
- 最多失点 - レバンテUD (41)
- 最少失点 - レアル・マドリード (18)

## スタジアム
| Team                           | Stadium                                            | Capacity |
| ------------------------------ | -------------------------------------------------- | -------- |
| FCバルセロナ                   | カンプ・ノウ                                       | 98,772   |
| レアル・マドリード             | サンティアゴ・ベルナベウ                           | 80,354   |
| RCDエスパニョール              | リュイス・コンパニス                               | 55,926   |
| アトレティコ・マドリード       | ビセンテ・カルデロン                               | 55,005   |
| バレンシアCF                   | メスタージャ                                       | 55,000   |
| レアル・ベティス               | マヌエル・ルイス・デ・ロペーラ                     | 52,132   |
| セビージャFC                   | ラモン・サンチェス・ピスフアン                     | 45,500   |
| アスレティック・ビルバオ       | サン・マメス                                       | 39,750   |
| デポルティーボ・ラ・コルーニャ | リアソル                                           | 34,600   |
| レアル・サラゴサ               | ラ・ロマレーダ                                     | 34,596   |
| レアル・ムルシア               | ヌエバ・コンドミーナ                               | 33,045   |
| レアル・バジャドリード         | ホセ・ソリージャ                                   | 26,512   |
| レバンテUD                     | シウダ・デ・バレンシア                             | 25,354   |
| RCDマジョルカ                  | オノ・エスタディ                                   | 23,142   |
| ビジャレアルCF                 | エル・マドリガル                                   | 23,000   |
| ラシン・サンタンデール         | エル・サルディネーロ                               | 22,400   |
| レクレアティーボ・ウエルバ     | ヌエボ・コロンビーノ                               | 21,600   |
| CAオサスナ                     | レイノ・デ・ナバーラ                               | 19,553   |
| ヘタフェCF                     | コリセウム・アルフォンソ・ペレス                   | 16,300   |
| UDアルメリア                   | エスタディオ・デ・ロス・フエゴス・メディテラネオス | 15,000   |